# Shunsuke Oyama
Shunsuke Oyama (大山 俊輔 Oyama Shunsuke?), född 6 april 1986 i Saitama prefektur, är en japansk fotbollsspelare.
Oyama började sin karriär 2004 i Urawa Reds. Efter Urawa Reds spelade han för Ehime FC, Shonan Bellmare och Kataller Toyama. Han avslutade karriären 2016.